# Parc de Woluwe
Pour les articles homonymes, voir Woluwe.
Le parc de Woluwe (wɔly(w)e) (en néerlandais : Woluwepark), quelquefois abusivement appelé parc de la Woluwe (wɔly(w)) (bien que tenant son nom de la commune où il se trouve et non directement de la rivière Woluwe), est un parc belge de Bruxelles situé plus précisément dans la commune de Woluwe-Saint-Pierre.
Il s'étend sur 63 à environ 69 hectares, bordé par le boulevard du Souverain (vallée de la Woluwe) et l'avenue de Tervueren. Il est prolongé à Woluwe-Saint-Pierre par le parc Parmentier et le parc des Étangs Mellaerts et à Auderghem par le domaine de Val Duchesse.

## Historique
Le parc a été aménagé sur une partie du Mesdael-Bosch, excroissance de la forêt de Soignes entre la vallée de la Woluwe et la chaussée de Wavre actuelle qu'il longeait entre Auderghem et Etterbeek, comme l'indique la carte de Ferraris (1771-1778). Le bois était partagé entre les couvents de Jericho à Bruxelles et le prieuré de Val Duchesse à Auderghem. Joseph II et le régime français supprimèrent ces ordres et leurs domaines et les propriétés furent loties et vendues.
En 1863, il ne restait plus du Mesdaelbosch que l'actuel parc de Woluwe. Des parties du Mesdaelbosch furent utilisées comme lieu d'épandage (steut) pendant l'entre-guerre.
Le bois de Mesdael était traversé par un vallon dont une partie avait été nommé Duyveldelle (vallon du Diable), qui s’ouvrait près d’Auderghem, dans la partie basse de l’actuelle avenue des Traquets. L'on connait encore actuellement le pont du Diable, qui passe en dessous de l'avenue Vander Swaelmen.
En 1877 débuta la construction du chemin de fer Bruxelles-Tervueren allait délimiter le Mesdaelbos le long de la vallée de la Woluwe.
La création du parc de Woluwe est liée à l’organisation de l’Exposition universelle de 1897. Cette année-là fut terminé l'aménagement de l’avenue de Tervueren par Élie Lainé, reliant les deux sites de l'Expo, le parc du Cinquantenaire et le domaine de Tervueren. Léopold II voulait créer un immense parc le long de la nouvelle avenue pour la rendre plus attrayante et y attirer la bourgeoisie de l’époque.
Le futur parc de Woluwe était, au moment du percement de l’avenue de Tervueren, occupé par les terres de la ferme du Bemel et, sur les hauteurs, par une zone boisée de 15 hectares, relique du Mesdaelbosch situé en périphérie de la forêt de Soignes.  Ces terres appartenaient, pour partie, aux Hospices civils de la Ville de Bruxelles.  La zone agricole et le fond de vallée humide appartenaient à François Mellaerts qui a accepté de les échanger avec Edmond Parmentier contre des terrains situés plus bas et occupés aujourd’hui par les étangs Mellaerts.  Aussitôt acquis, Parmentier les a cédé à l’État. Il ne restait plus qu’à terminer l’aménagement du parc qui avait fait l’objet de plusieurs projets.  C’est finalement le projet de l’architecte français Élie Lainé, fidèle collaborateur du roi, qui sera retenu.  Les terres excavées des futurs étangs seront utilisées pour moduler le relief et surélever le talus du chemin de fer.  Les plans d’exécution et le suivi de chantier ont probablement été réalisés conjointement par Louis Van der Swaelmen, inspecteur des plantations, et Victor Besme.  Pour permettre le déménagement de la famille Mellaerts, ils n’ont toutefois pas été achevés avant 1906.
Milieu 1901 commencèrent les travaux du boulevard du Souverain, achevés en 1910.
En 1909, le parc fait partie de la Donation royale à l'État belge.
Le parc a été restauré après la Première Guerre mondiale. Les premières activités sportives sont organisées dans le parc en 1920. Un complexe sportif est alors créé dont les installations sur la Plaine des Sports dans la partie haute, remontent aux années soixante.
Classé en 1972, ce site est géré par le service des espaces verts de l'IBGE.
Une voie traverse le parc de long en large : l' avenue du Parc, devenue en 1917 avenue du Parc de Woluwe. Elle part de l'avenue de Tervueren et aboutit à Auderghem où elle passait sous un pont ferroviaire étroit pour rejoindre le boulevard du Souverain. 
C'est aussi à la fin du XXe siècle que la plupart des chemins du parc de Woluwe reçurent des noms.
On créa une promenade sur la voie de chemin de fer Bruxelles-Tervueren qui longe le parc. Cette promenade s'insère dans promenade verte de la Région bruxelloise.
Depuis 2005, l'asbl Music Productive y organise le festival Rock the City qui a pour but de mettre en avant de jeunes artistes belges.

## Descriptif

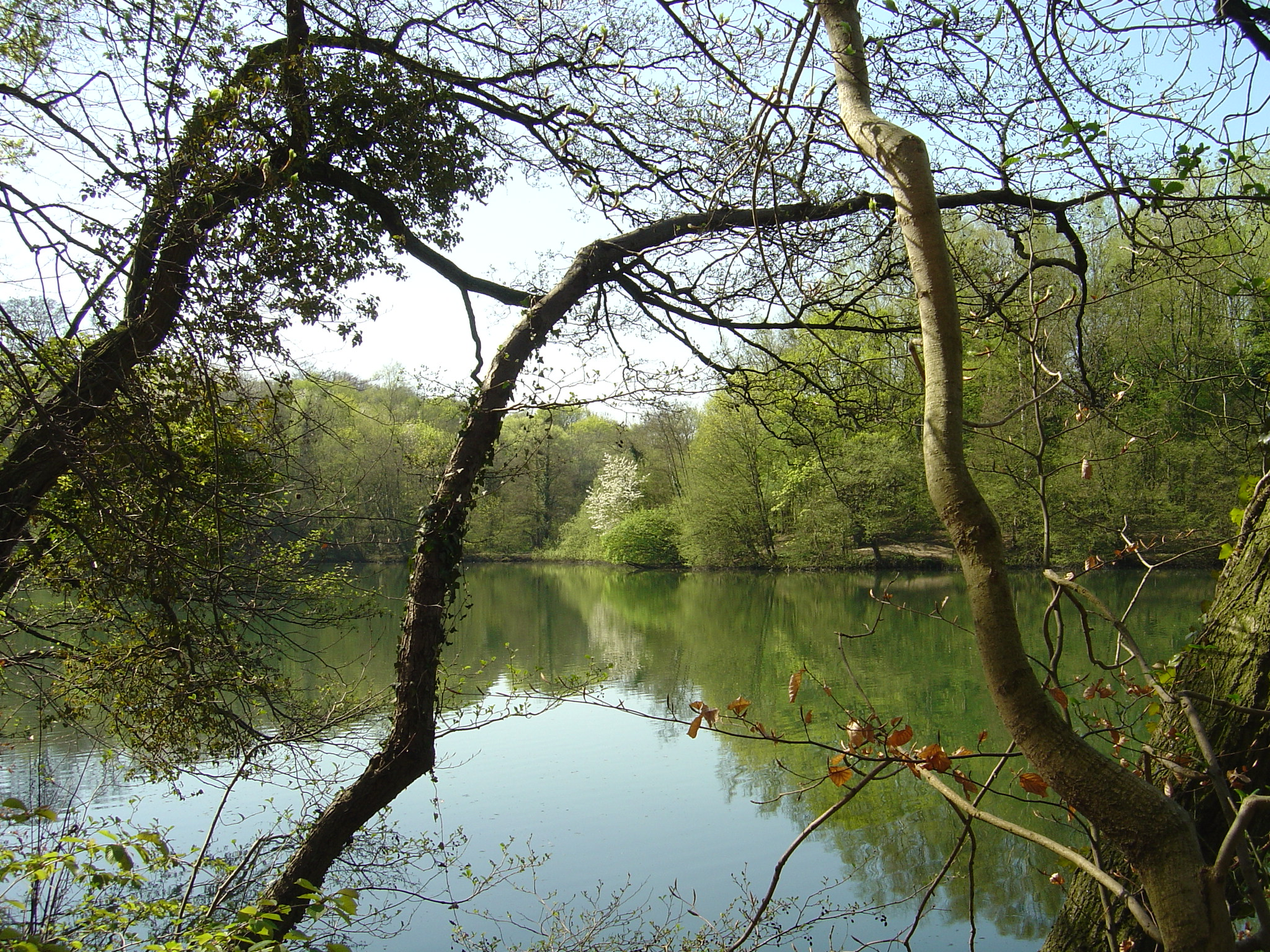
L'un des étangs artificiels du parc.

Son style d'allure romantique est qualifié de paysage anglais. Grâce à d’importants travaux de terrassement, il va concevoir un ensemble paysager vallonné, articulé autour de longs chemins sinueux et ponctués de vastes plans d’eau et de bouquets d’arbres. Tirant profit d'une dénivellation de plus de 30 m, on creusa trois étangs artificiels en cascade alimentés par le ruisseau du Bemel. Le parc offre une mosaïque de pelouses, de sentiers et de bosquets.
Le parc compte de nombreux arbres et arbustes: jusque 180 essences différentes. Nombreux figurent parmi les arbres remarquables de la région bruxelloise, tel ce sequoia géant de 7 mètres de circonférence. Sept ont reçu le titre de Champion de Belgique de l’asbl Dendrologie Belgique. Parmi ceux-ci un érable rouge, un chêne bicolore et un cormier. On y trouve aussi des cyprès.
Dans les sous-bois poussent l'anémone des bois, le gouet tacheté et la jacinthe sauvage. D’une manière générale, la flore du parc de Woluwe est très diversifiée, allant d’essences communes et très répandues à des espèces beaucoup plus rares.
Les étangs et les prairies humides du parc attirent de nombreux oiseaux aquatiques indigènes ou en migration tels des canards, cygnes et mouettes, héron cendré, ouette d'Égypte et autres. Des papillons butinent les fleurs à la belle saison.

## Animaux

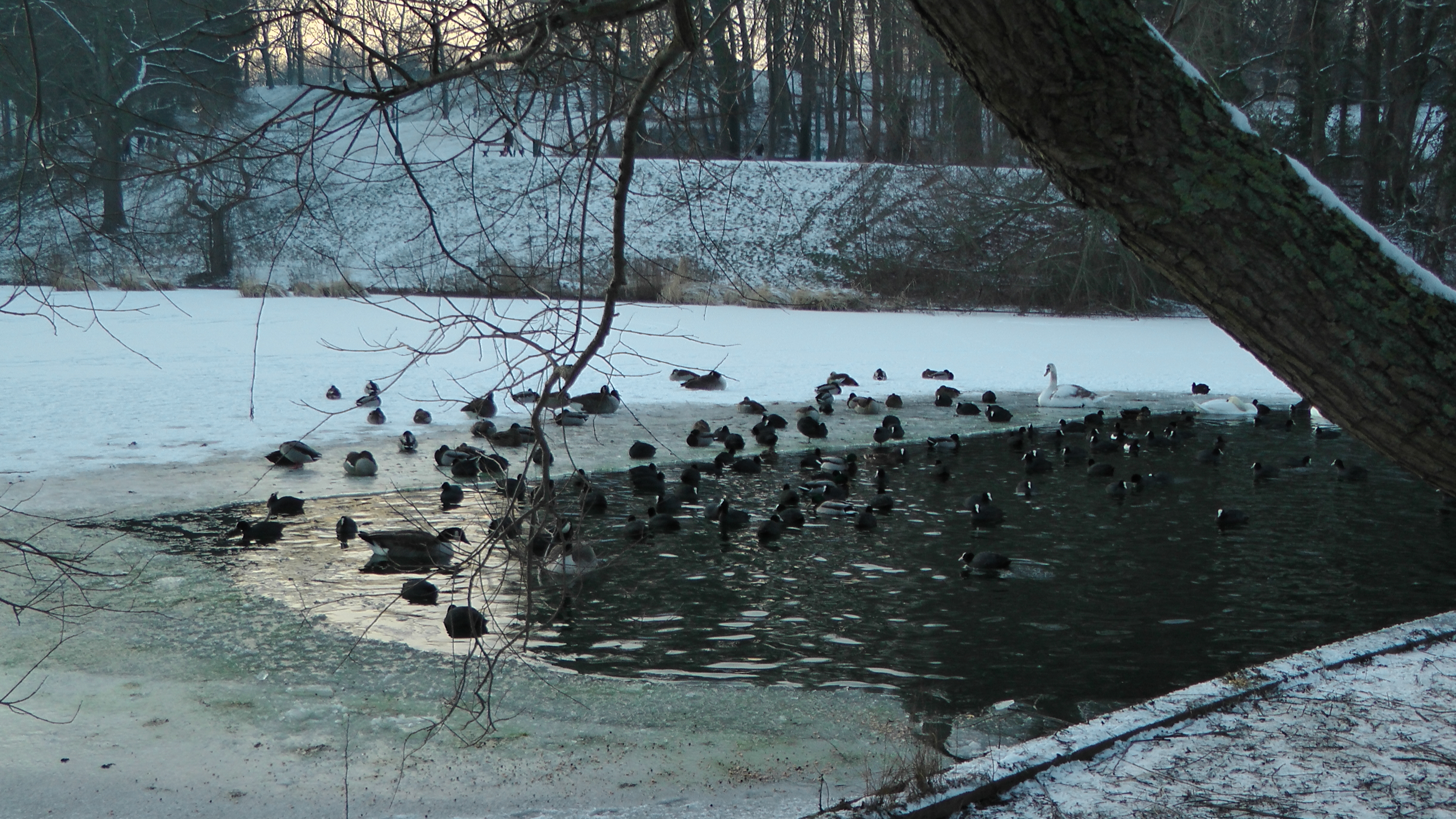
Les canards et les cygnes du parc, sous la neige.

Le parc est source de refuge naturel pour de nombreuses espèces. On y croise notamment bon nombre de lapins, d’écureuils, de cygnes et des canards, pour ne citer qu'eux.

## Arbres remarquables

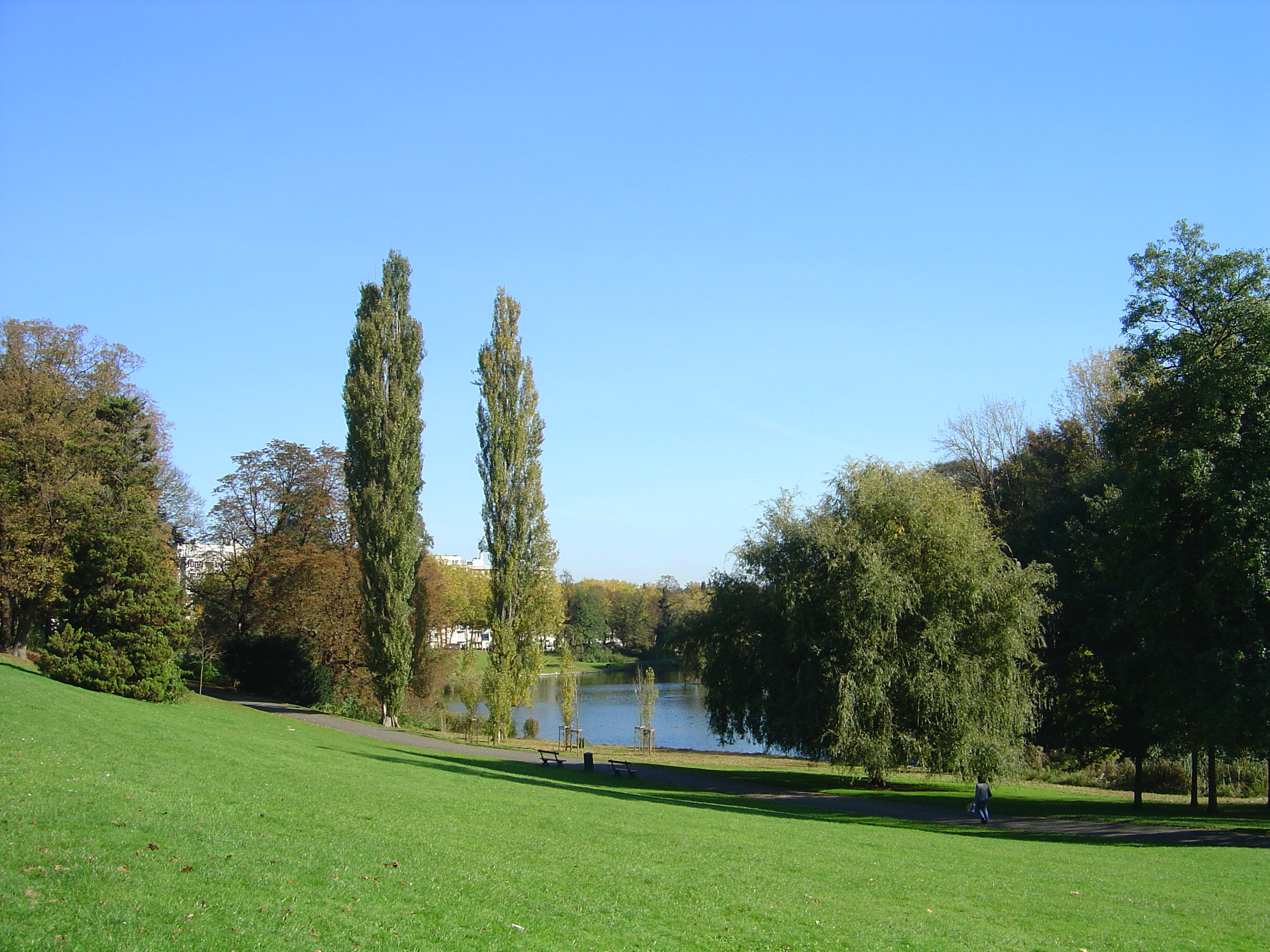

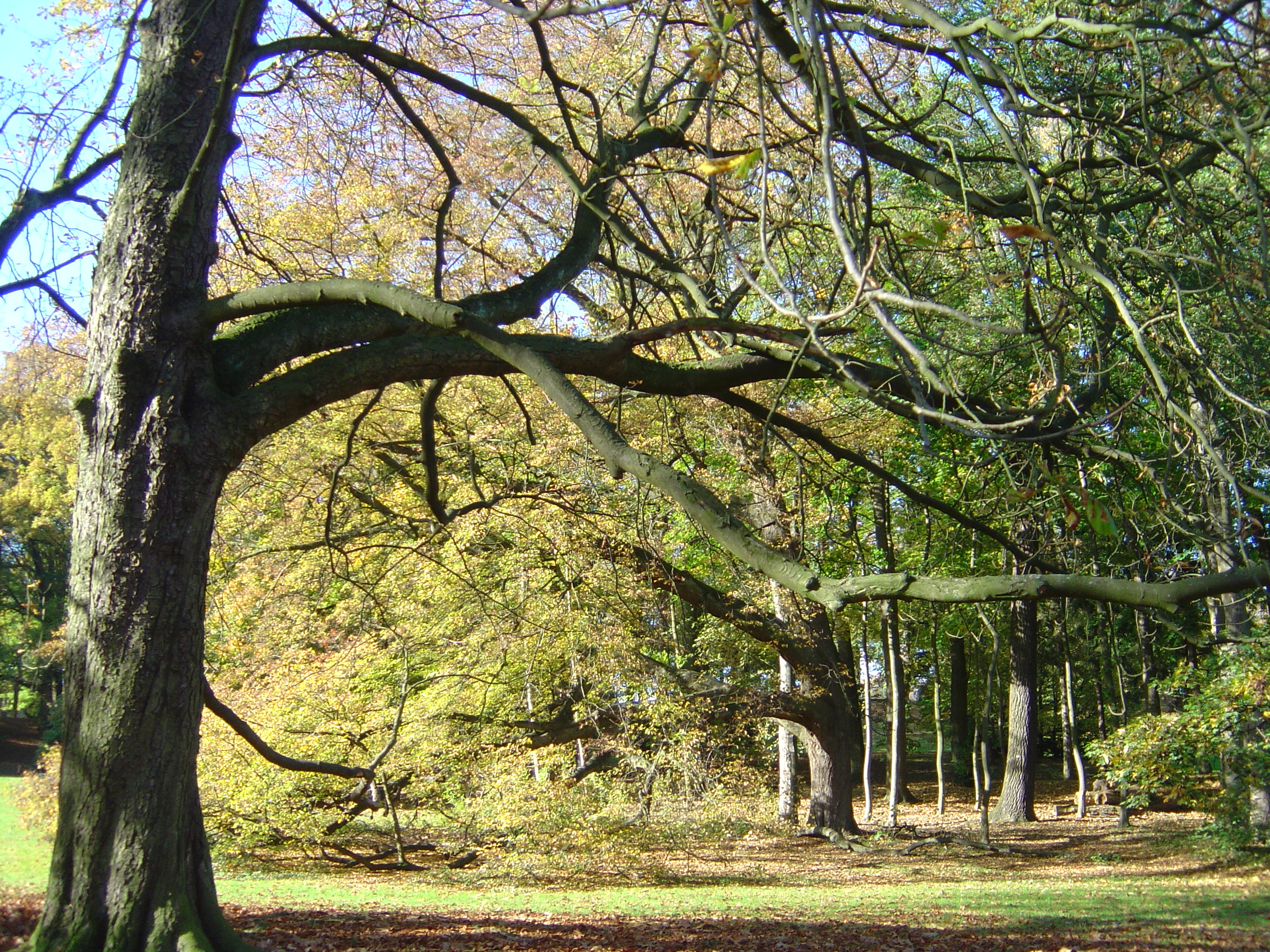

Ci-dessous, quelques-uns des plus gros arbres remarquables du parc répertoriés par la Commission des monuments et des sites :
| nom français                | nom latin                        | cir. en cm |
| --------------------------- | -------------------------------- | ---------- |
| Séquoia géant               | Sequoiadendron giganteum         | 680        |
| Peuplier du Canada          | Populus x canadensis             | 493        |
| Hêtre pourpre               | Fagus sylvatica f. purpurea      | 441        |
| Chêne des marais            | Quercus palustris                | 421        |
| Tilleul argenté             | Tilia tomentosa                  | 408        |
| Chêne rouge d'Amérique      | Quercus rubra                    | 402        |
| Thuya du Pacifique          | Thuja plicata                    | 374        |
| Cyprès chauve de Louisiane  | Taxodium distichum               | 356        |
| Robinier faux-acacia        | Robinia pseudoacacia f. tortuosa | 341        |
| Châtaignier                 | Castanea sativa                  | 340        |
| If commun                   | Taxus baccata                    | 337        |
| Érable argenté              | Acer saccharinum var. laciniatum | 330        |
| Peuplier noir               | Populus nigra                    | 326        |
| Hêtre d'Europe              | Fagus sylvatica                  | 310        |
| Tilleul commun              | Tilia x europaea                 | 309        |
| Platane à feuilles d'érable | Platanus x hispanica             | 307        |
| Marronnier commun           | Aesculus hippocastanum           | 306        |
| Peuplier grisard            | Populus x canescens              | 304        |
| Érable de Dieck             | Acer dieckii                     | 300        |
| Chêne écarlate              | Quercus coccinea                 | 299        |

## Images

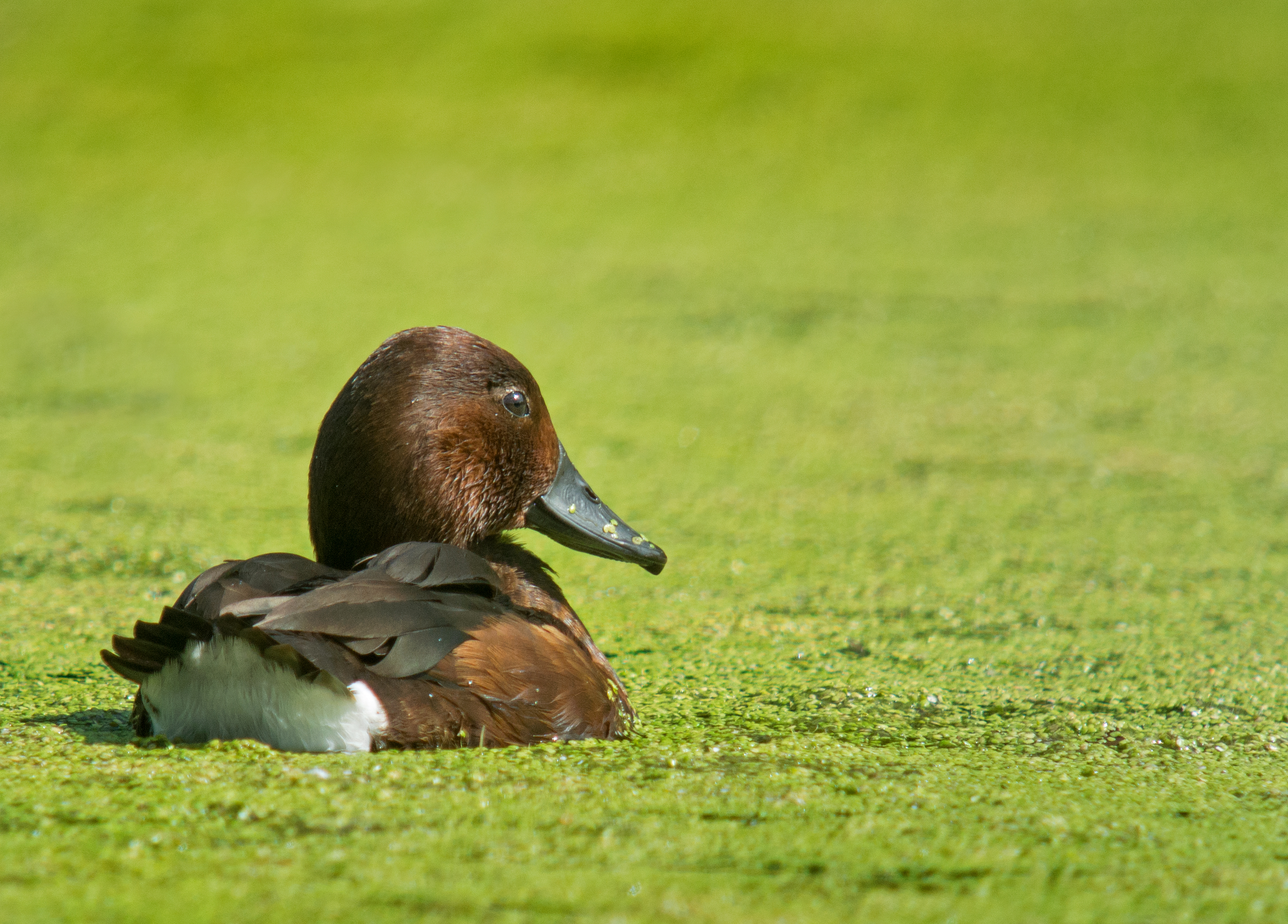
Aythya nyroca.
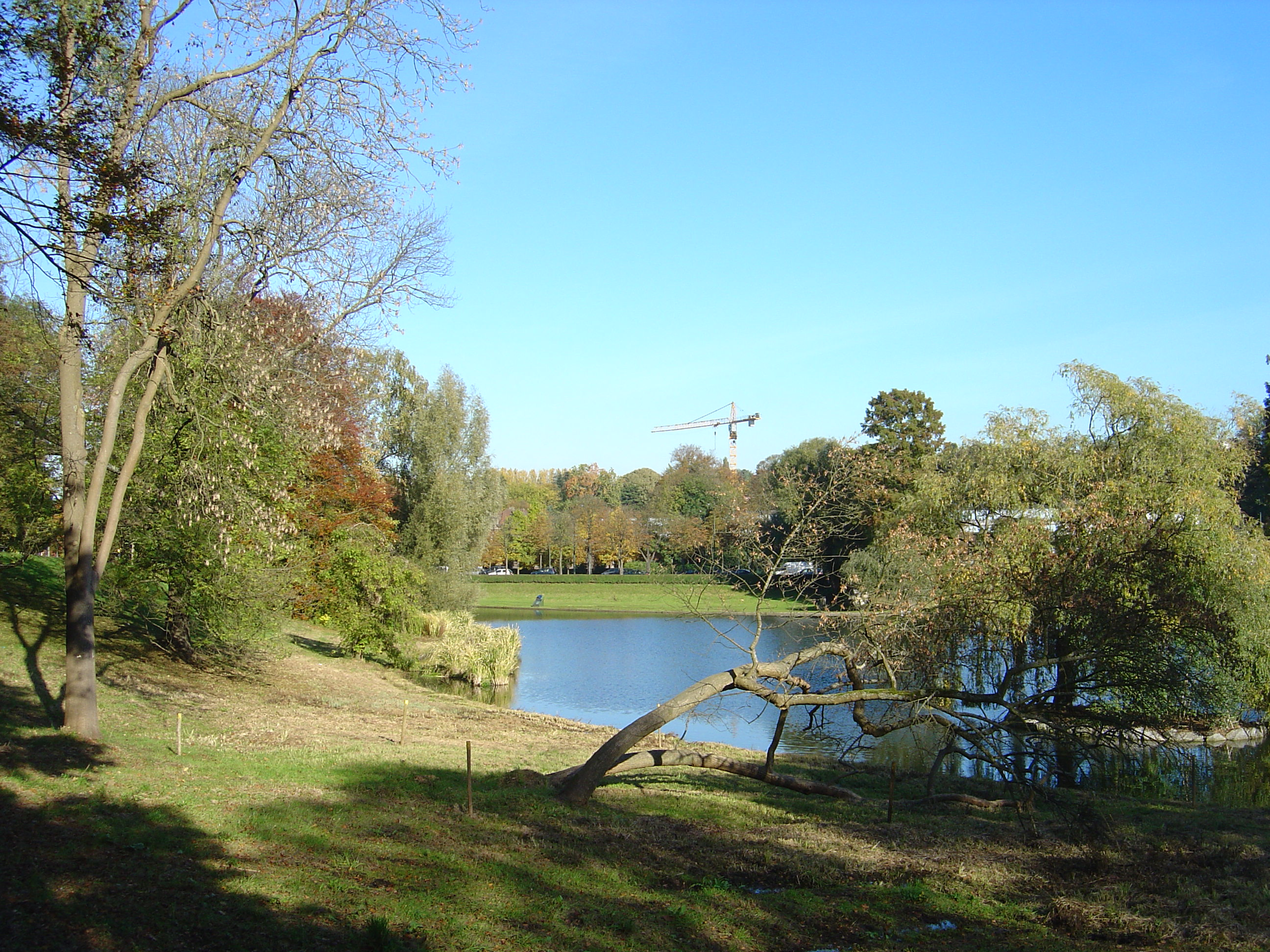
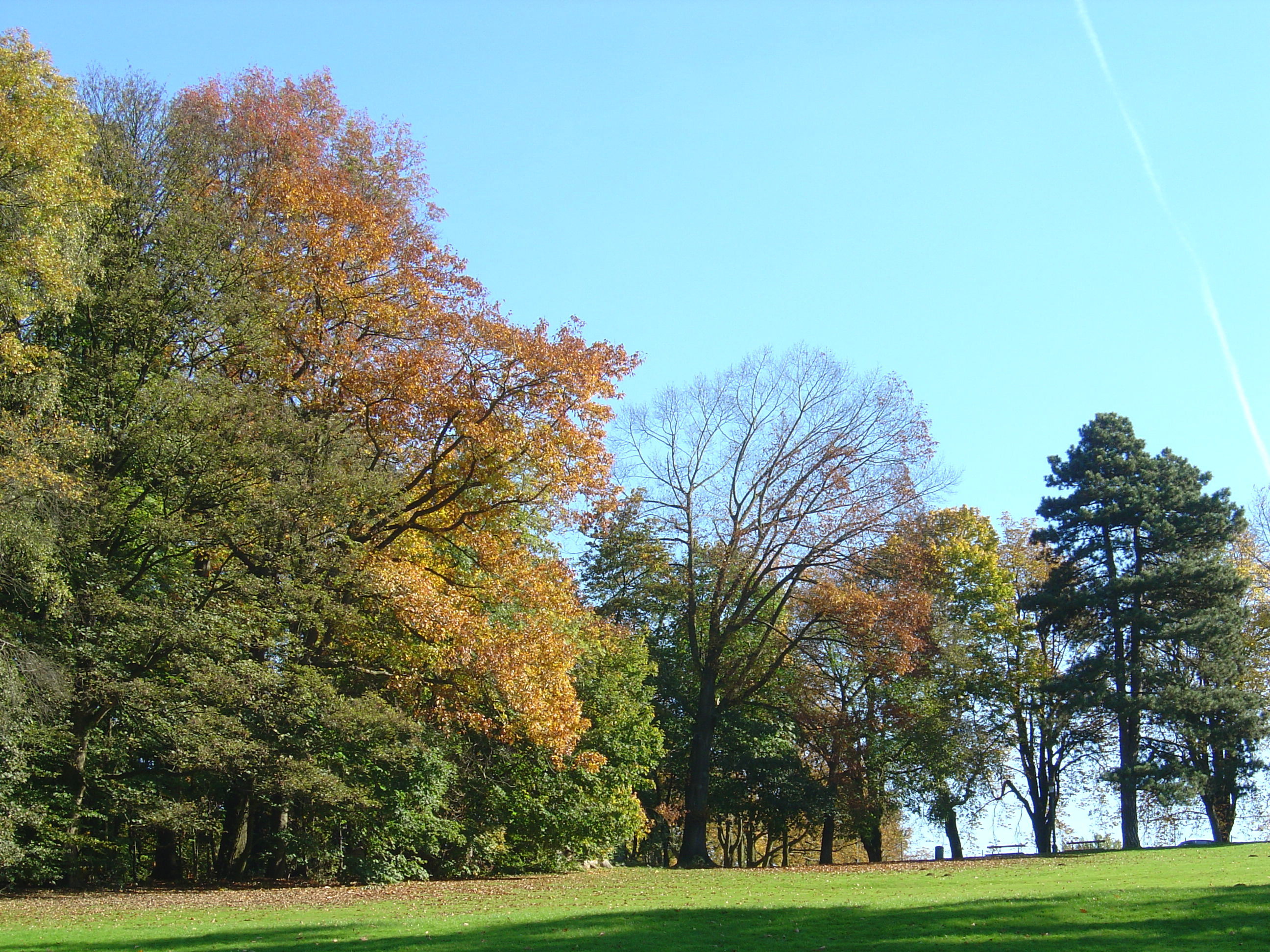
Les arbres du parc en automne.
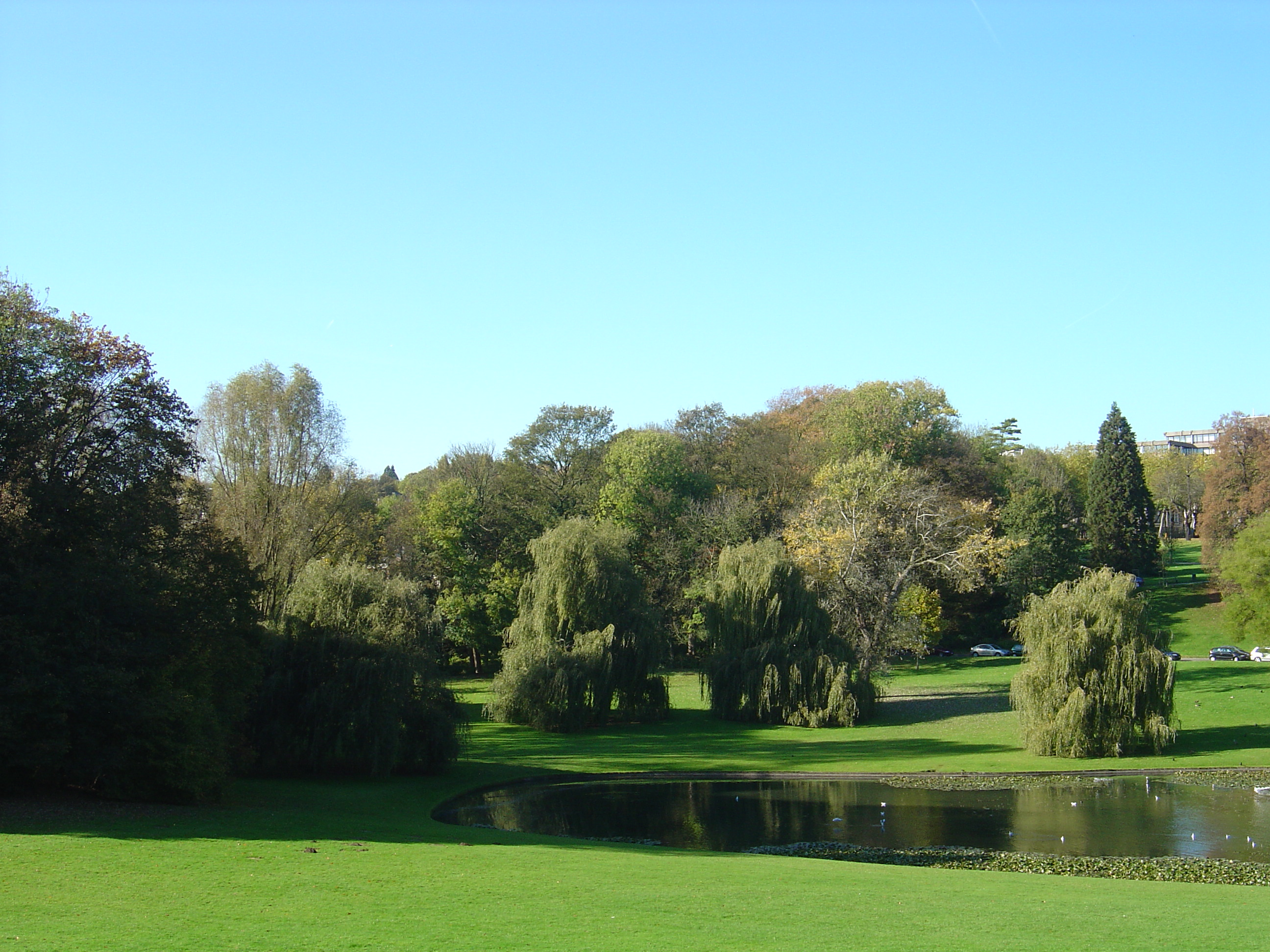
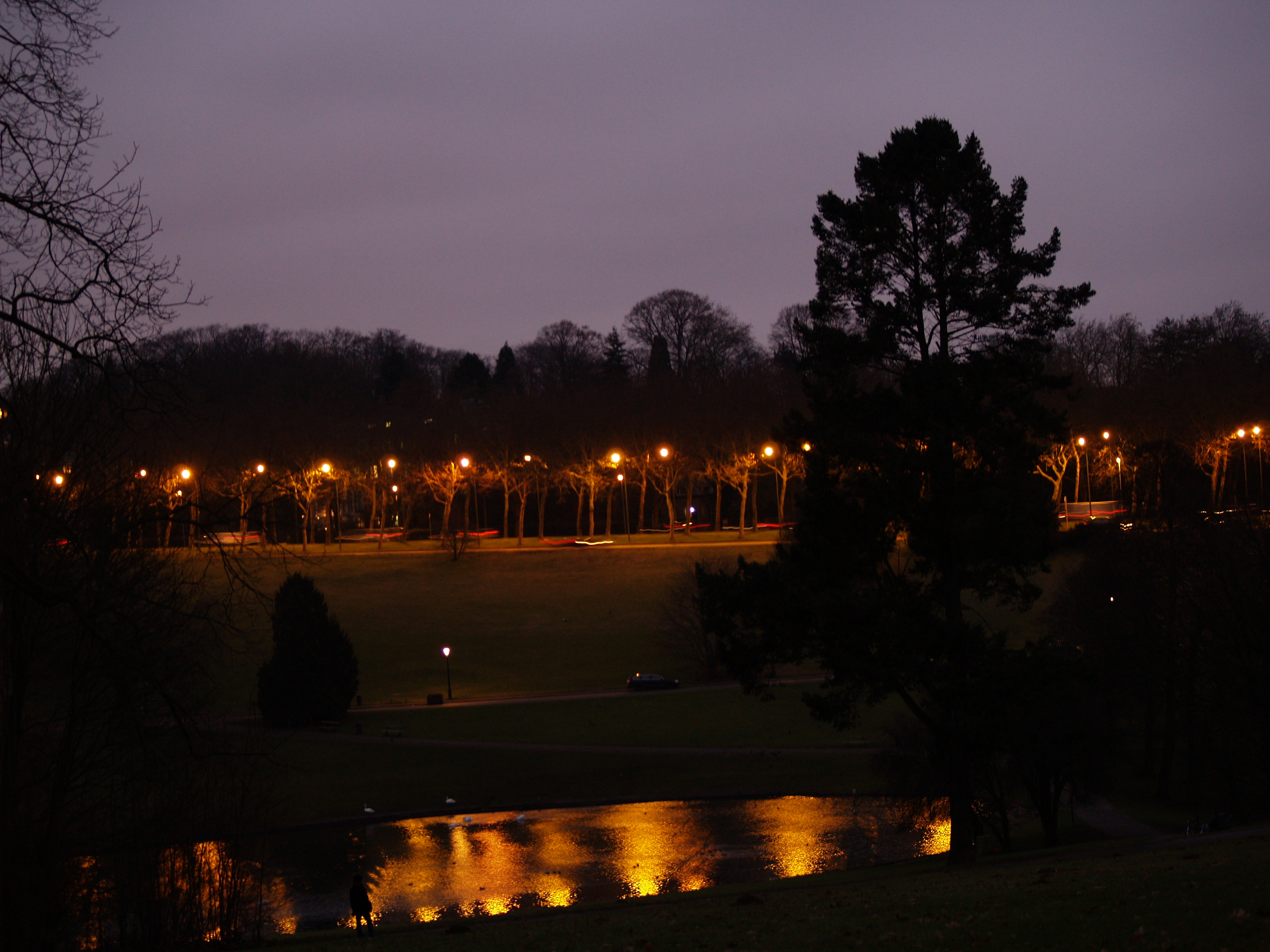
Eclairage public de la rue du Bémel, vus depuis le parc.
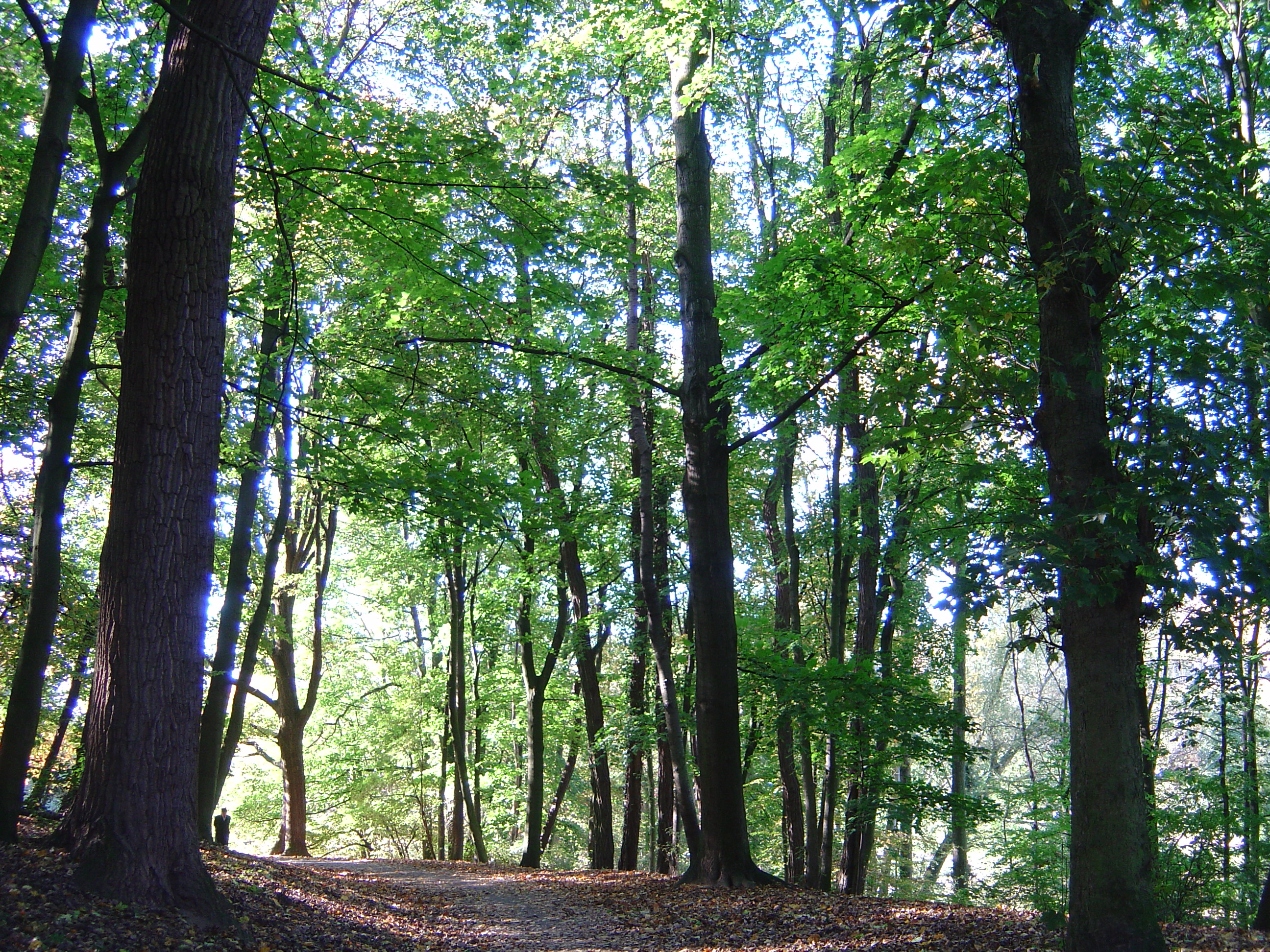
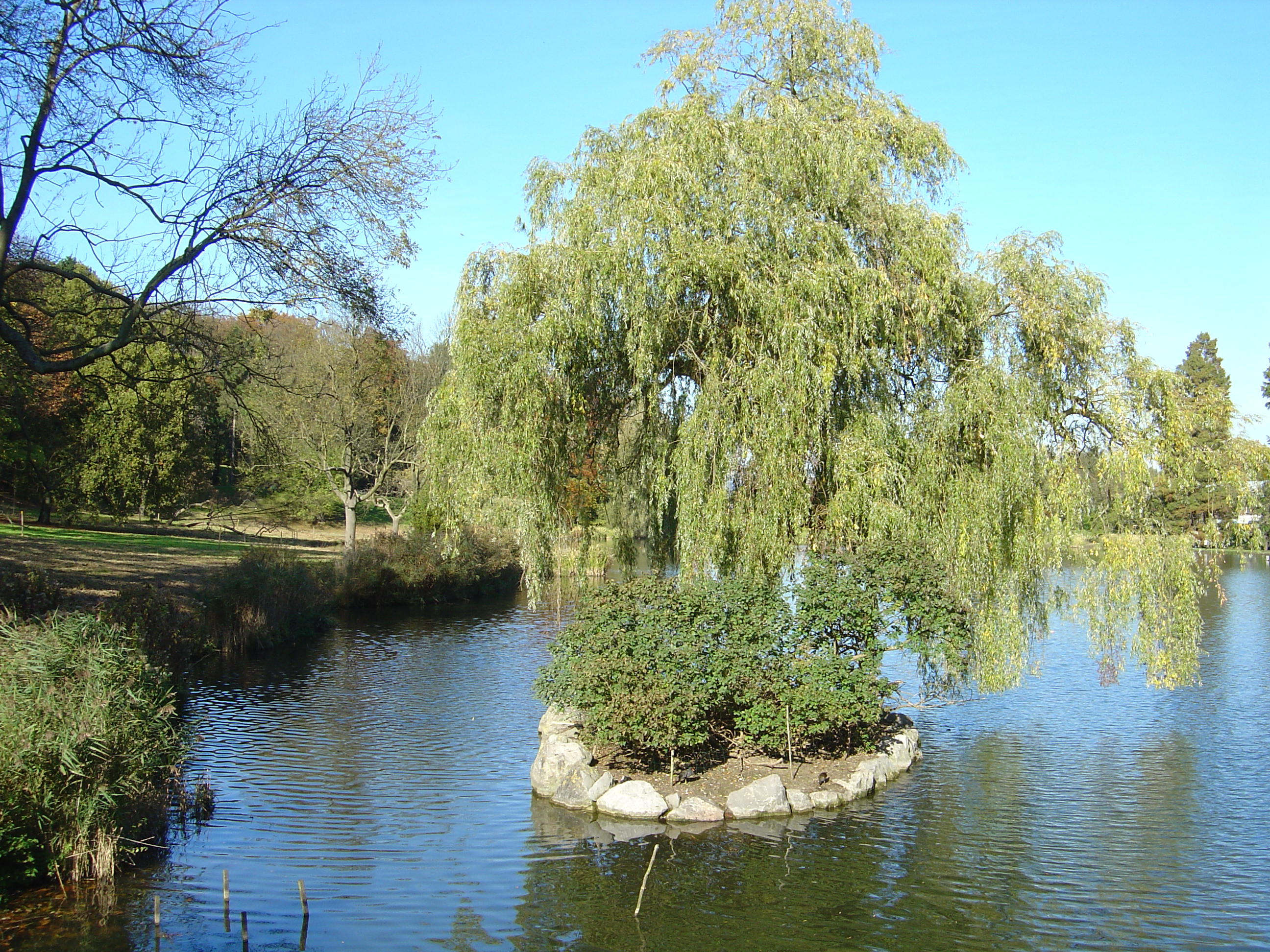
Île artificielle sur l'un des étangs du parc.
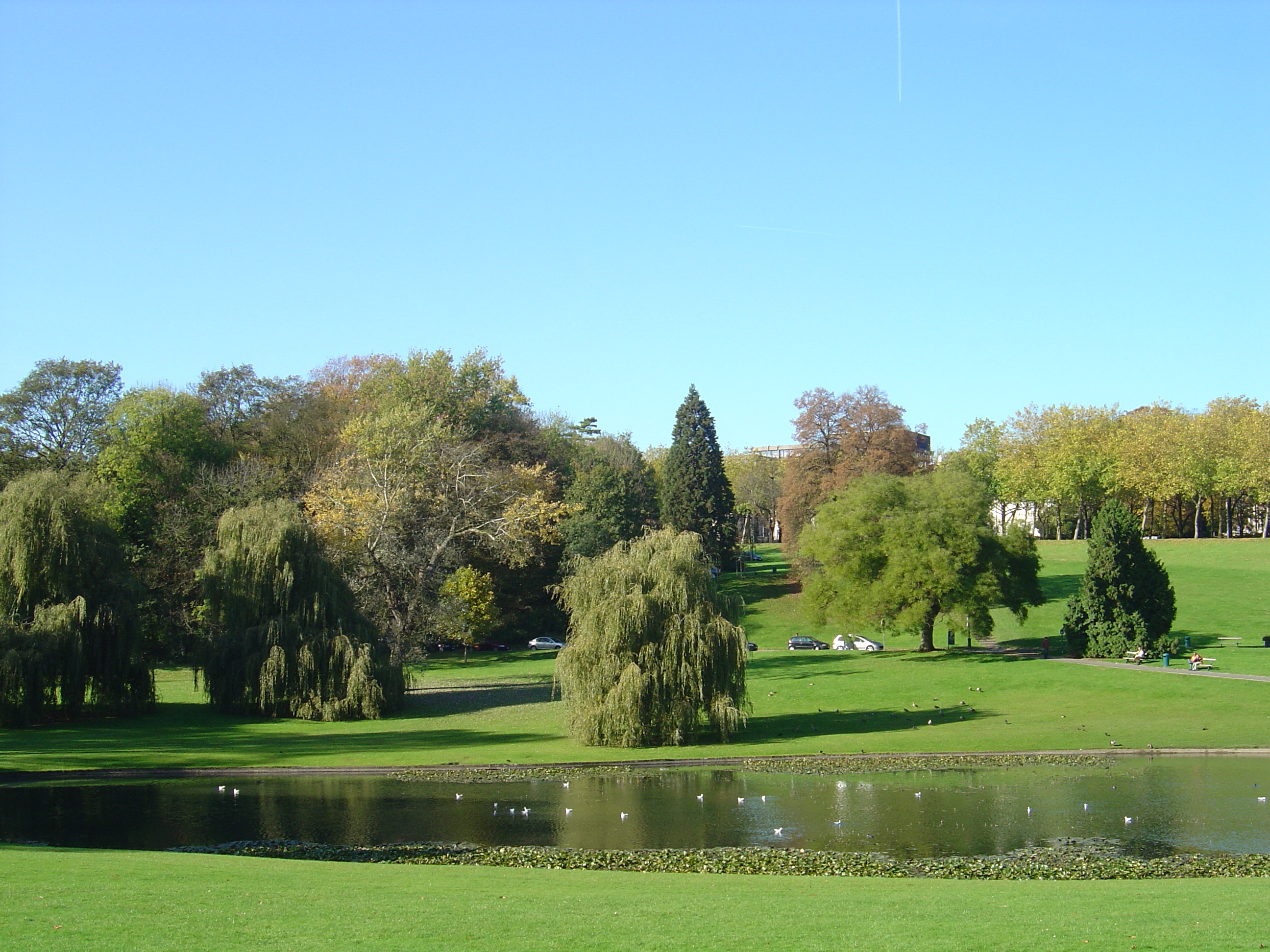
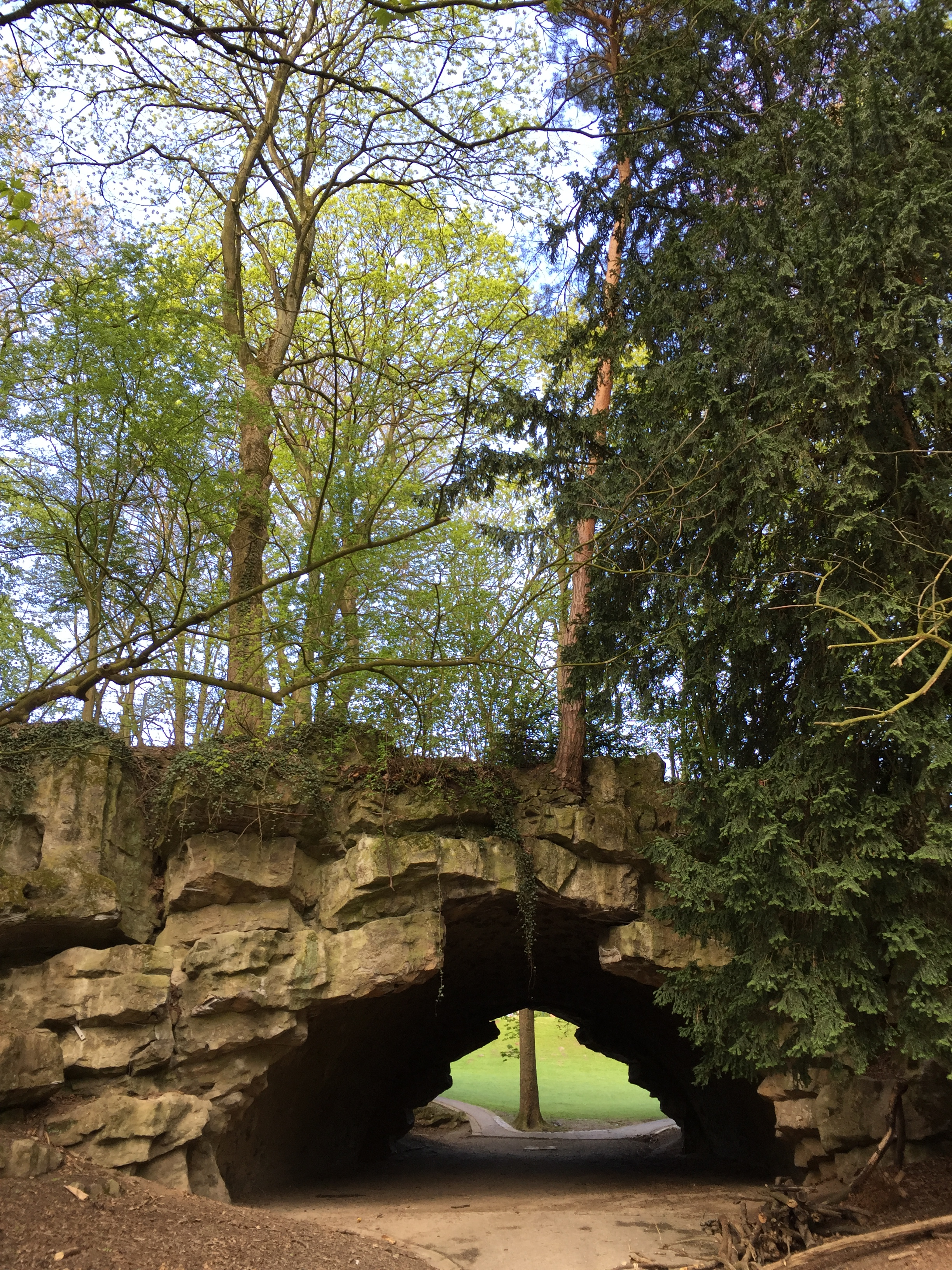
Le Pont du Diable
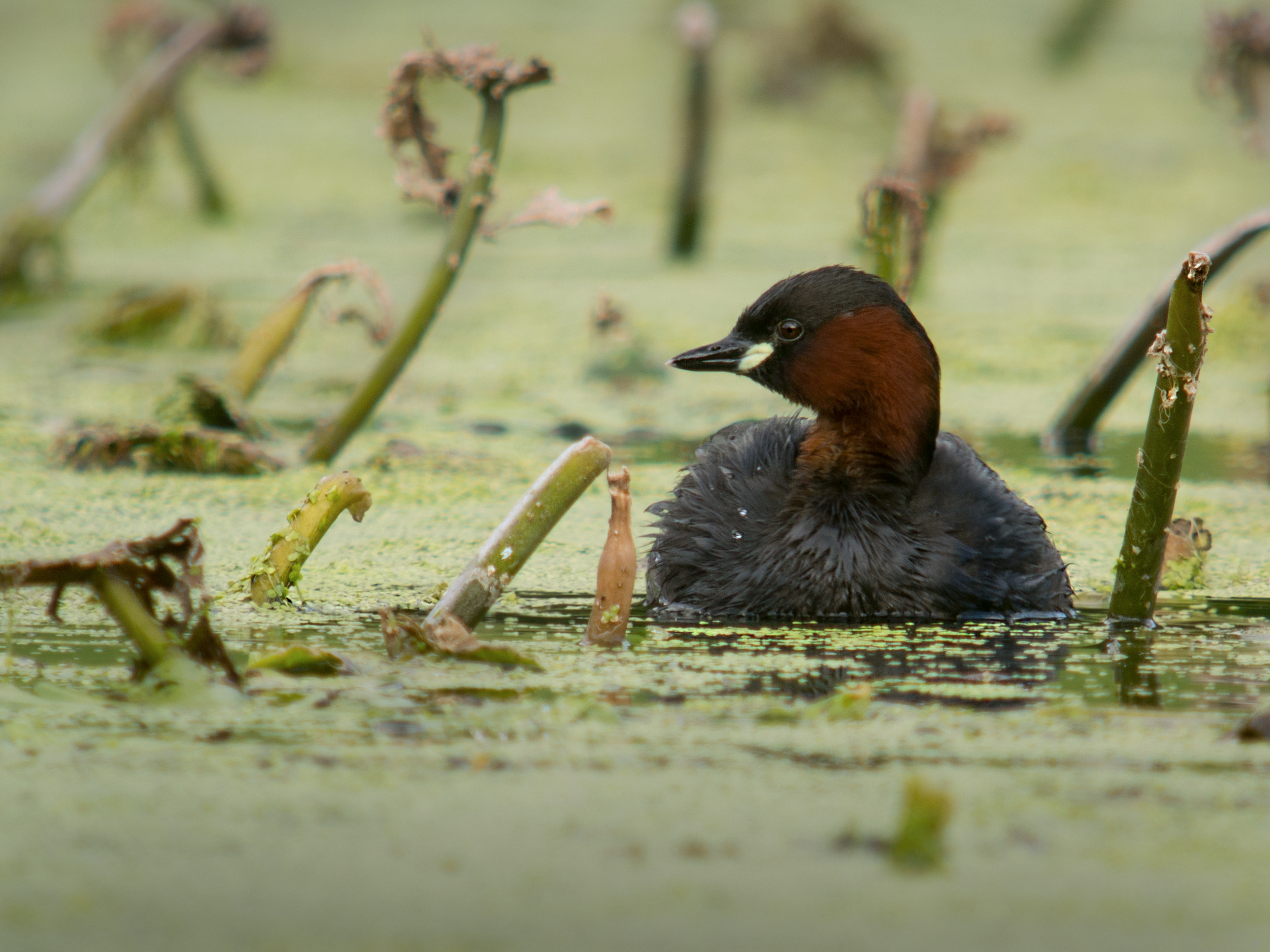
Tachybaptus ruficollis.